# ГЕС Tuōkǒu
ГЕС Tuōkǒu (托口水电站) — гідроелектростанція у центральній частині Китаю в провінції Хунань. Знаходячись після ГЕС Байши, становить нижній ступінь каскаду на річці Qingshui, правій твірній Юаньцзян, котра впадає до розташованого на правобережжі Янцзи великого озера Дунтін. При цьому нижче по сточищу на самій Юаньцзян створений власний каскад, верхньою станцією якого є ГЕС Hóngjiāng.
В районі станції річка описує петлю довжиною біля 18 км, за пару кілометрів від початку якої звели бетонну гравітаційну греблю висотою 82 метра. Створений нею підпір дозволив спрямувати воду через основу петлі довжиною біля 4 км, в якій спорудили допоміжну греблю із розташованим біля неї машинним залом. У останньому знаходяться чотири турбіни типу Френсіс потужністю по 200 МВт, крім того, для підтримки природної течії частина води випускається біля головної греблі через дві турбіни того ж типу потужністю по 15 МВт. За рік комплекс забезпечує виробництво 2131 млн кВт-год електроенергії.
Зазначені вище споруди утримують водосховище з пощею поверхні 48,9 км2 та об'ємом 1224 млн м3 (корисний об'єм 615 млн м3), в якому припустиме коливання рівня поверхні у операційному режимі між позначками 235 та 250 метрів НРМ.
Видача продукції відбувається по ЛЕП, розрахованим на роботу під напругою 500 кВ та 110 кВ.
Під час спорудження комплексу провели виїмку 8 млн м3 та відсипку 0,56 млн м3 породи.